# Tour de Flandes 1978
El Tour de Flandes 1978 va ser la 62a edició del Tour de Flandes. La cursa es disputà el 9 d'abril de 1978, amb inici a Sint-Niklaas i final a Meerbeke després d'un recorregut de 260 quilòmetres. El belga Walter Godefroot s'imposà a l'esprint als seus companys d'escapada, el també belga Michel Pollentier i l'alemany Gregor Braun.
Aquesta fou la segona victòria de Godefroot al Tour de Flandes, després de l'aconseguida deu anys abans. Godefroot basà la seva victòria en un atac poc abans de l'ascensió al Muur-Kapelmuur, a manca de 40 quilòmetres per l'arribada que sols fou seguit per Pollentier i Braun. La forta rivalitat existent entre els grans favorits a la victòria final, Maertens, De Vlaemindk i Bernard Hinault els va beneficiar. En els darrers metre Godefroot va obtenir uns metres de distància que van ser insalvables pels seus dos companys d'escapada.

## Classificació final
|    | Ciclista                     | Equip             | Temps      |
| -- | ---------------------------- | ----------------- | ---------- |
| 1  | Walter Godefroot (BEL)       | IJsboerke-Gios    | 6h 12' 00" |
| 2  | Michel Pollentier (BEL)      | Flandria-Velda    | m. t.      |
| 3  | Gregor Braun (GER)           | Peugeot-Esso      | m. t.      |
| 4  | Jos Jacobs (BEL)             | IJsboerke-Gios    | + 50"      |
| 5  | Jean-Luc Vandenbroucke (BEL) | Peugeot-Esso      | m. t.      |
| 6  | Herman Van Springel (BEL)    | Zeepcentrale Marc | m. t.      |
| 7  | Francesco Moser (ITA)        | Sanson            | m. t.      |
| 8  | Freddy Maertens (BEL)        | Flandria-Velda    | m. t.      |
| 9  | Walter Planckaert (BEL)      | C&A               | m. t.      |
| 10 | Roger De Vlaeminck (BEL)     | Sanson            | m. t.      |